# Gobo

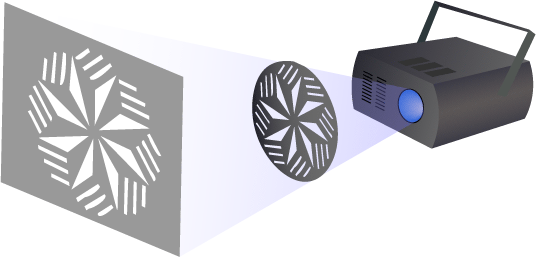
Gobo-Projektor nach dem Prinzip der Schattenprojektion

Ein Gobo (Graphical optical blackout) ist eine Maske (ursprünglich aus Metall, heute auch häufig aus Glas), die in einen Scheinwerfer oder Projektor eingesteckt wird, um auf der Bühne oder zu Werbezwecken Logos, Muster, Texte oder Bilder darzustellen. Die Darstellung erfolgt dabei ähnlich einer Diaprojektion oder mit einfacheren Geräten als Schattenprojektion.
Gobos werden auch in der Theatertechnik bei klassischen Profilscheinwerfern wie Verfolgungsscheinwerfern eingesetzt, um bestimmte Lichtstrukturen zu erzeugen.
Der Vorteil dieser Technik besteht in der Hitzebeständigkeit der Gobos. Früher wurden diese aus dünnem Blech geschnitten. Bestimmte Formen (zum Beispiel der Buchstabe „O“) konnten dabei nicht perfekt dargestellt werden. Deshalb wurden Blechgobos durch Glasscheiben ersetzt. Diese werden mit einer Chromschicht versehen, die anschließend zum Teil durch Ätzen oder mit einem Laser entfernt wird. Um farbige Darstellungen zu ermöglichen, wird die Chromschicht mit dichroitischen Farbfiltern kombiniert. Der Spitlight-Projektor nutzt Gobos, um mit rund 300'000 ANSI-Lumen auf Wolkendecken zu projizieren.